# Bibliothek der Hochschule Ansbach

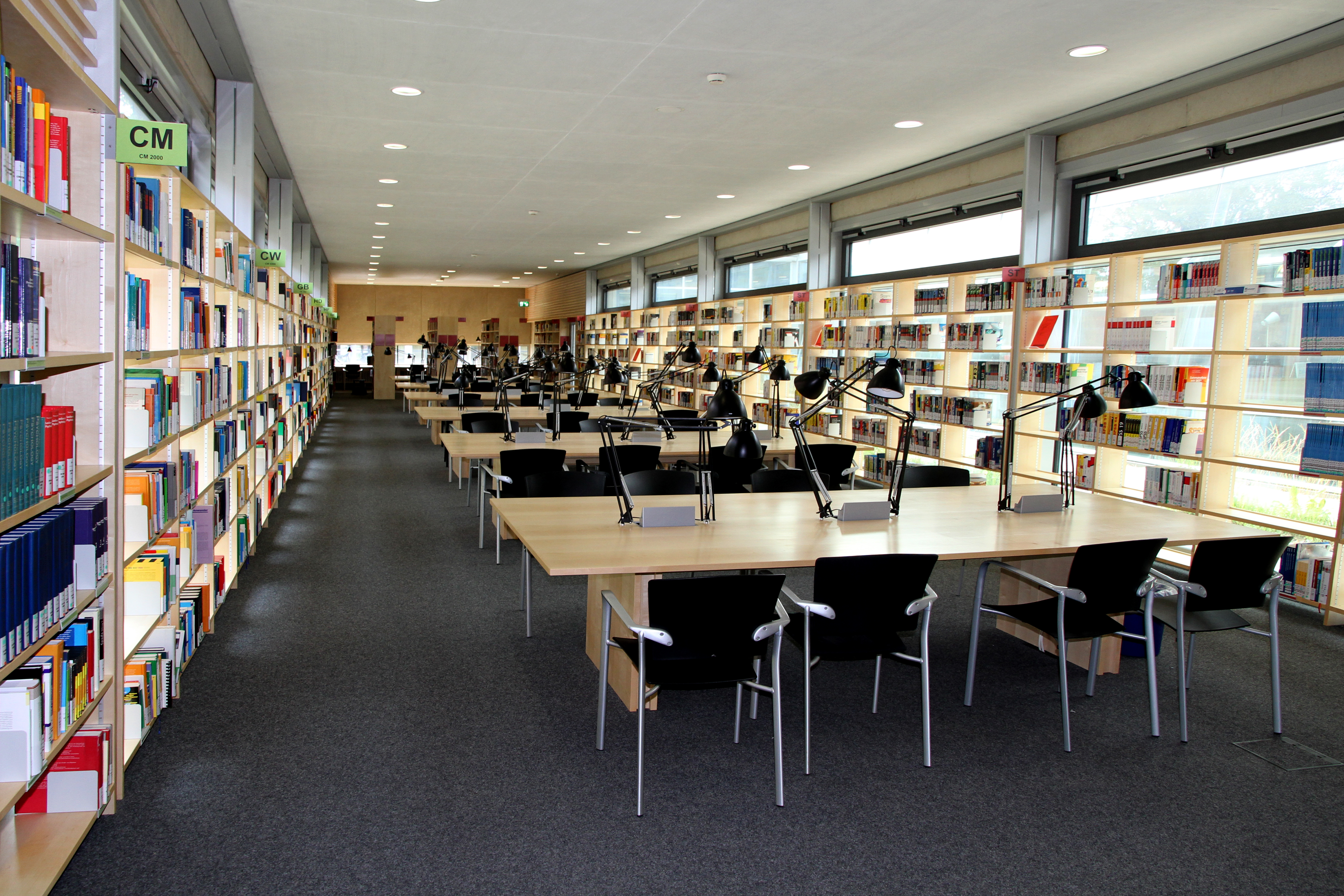
Der ruhige Lesesaal im 2011 fertiggestellten Erweiterungsbau.

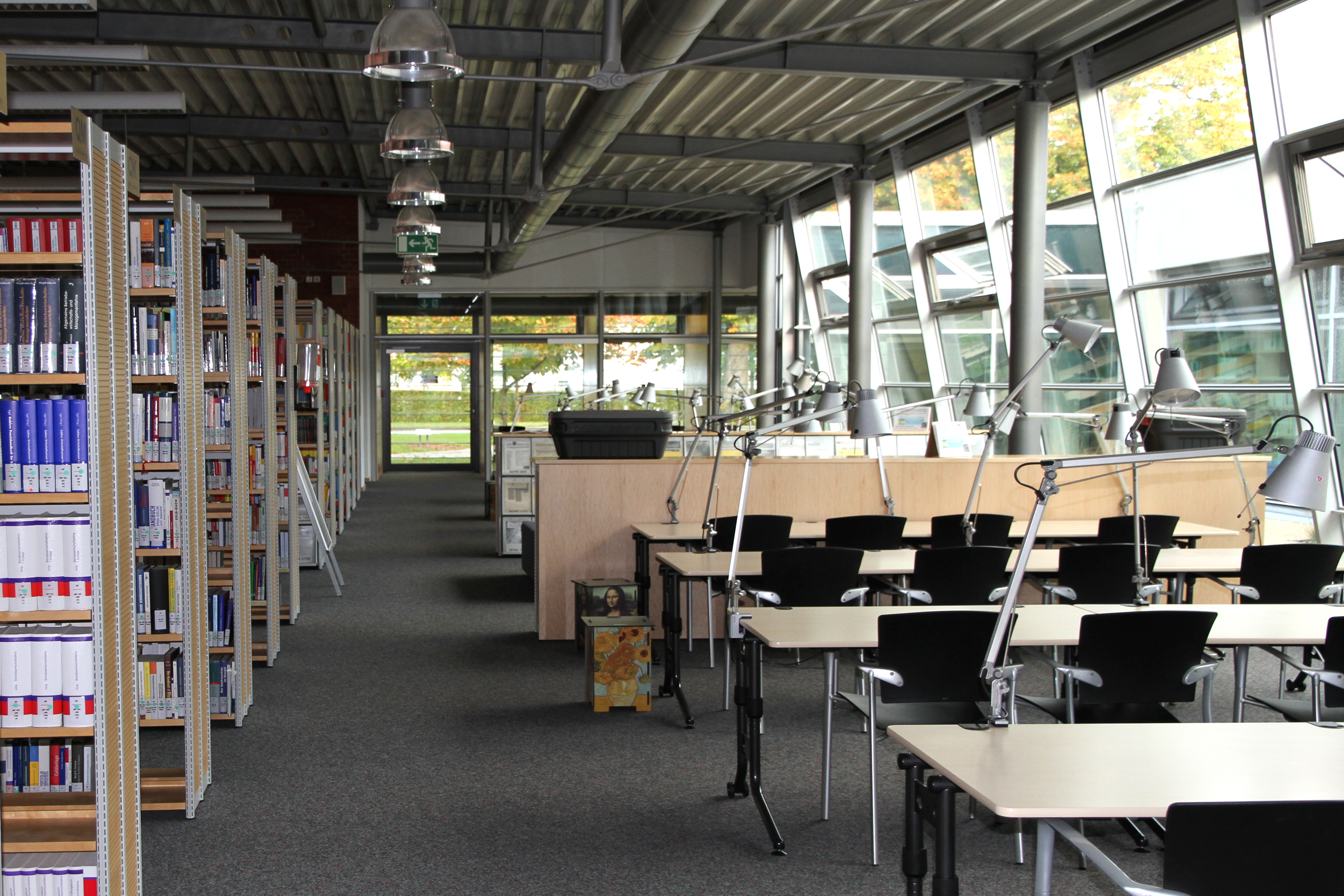
Zwischen den Arbeitsplätzen im kommunikativen Bereich befinden sich die Zeitschriftenboxen und ein Loungebereich.

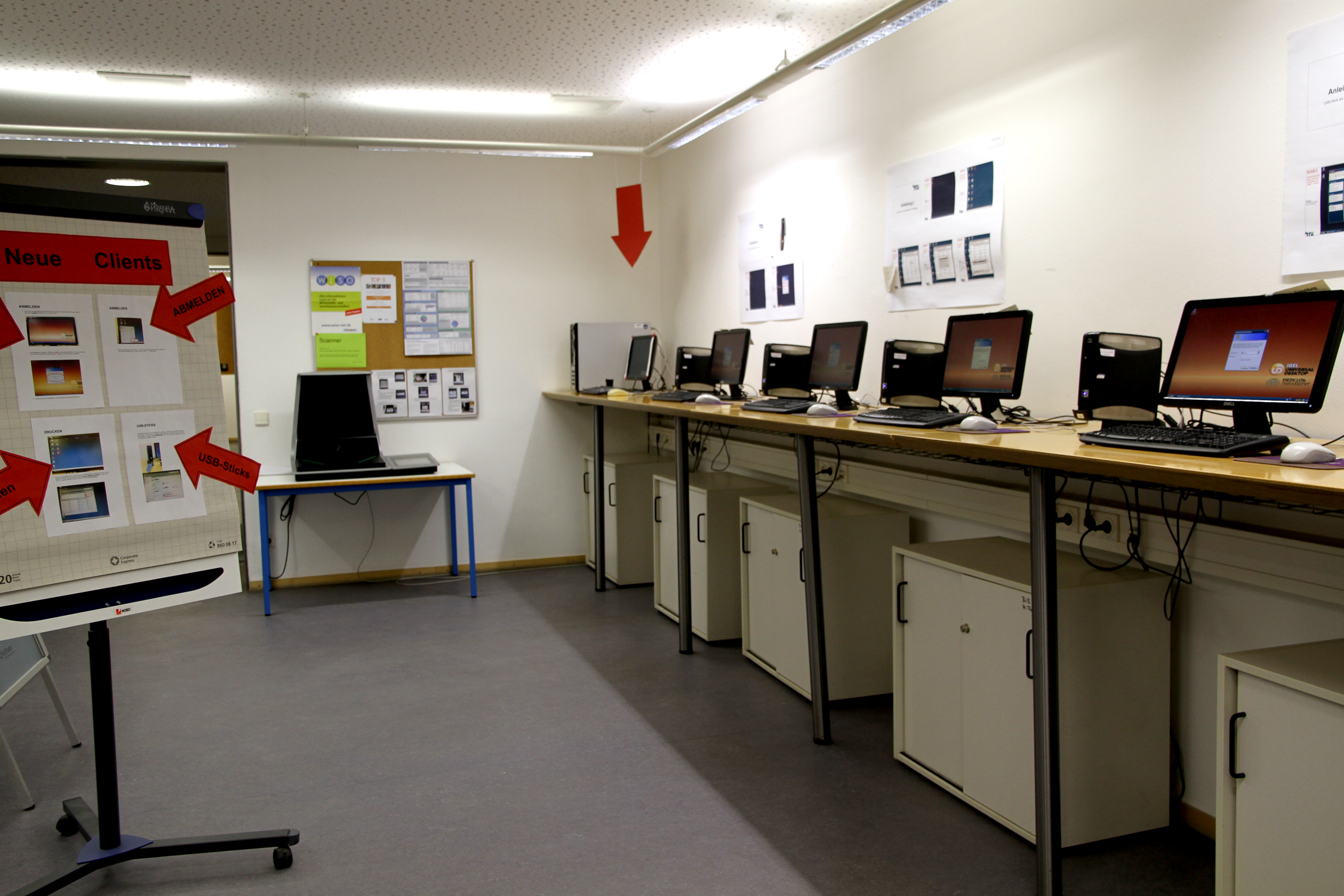
Der OPAC-Bereich mit Computer-Arbeitsplätzen, Dokumentenscanner, Drucker und Kopierer.

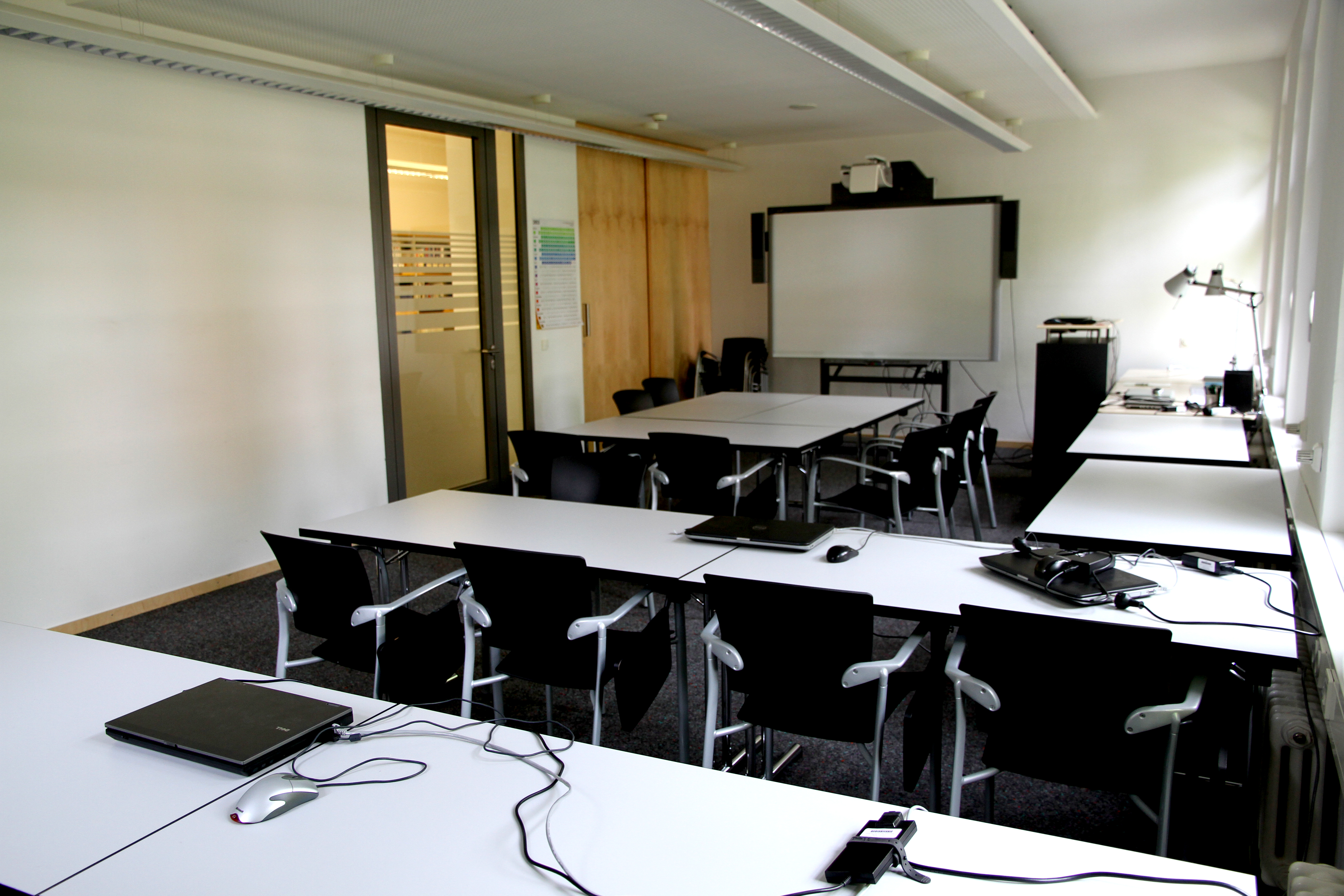
Schulungsraum mit interaktivem Whiteboard.

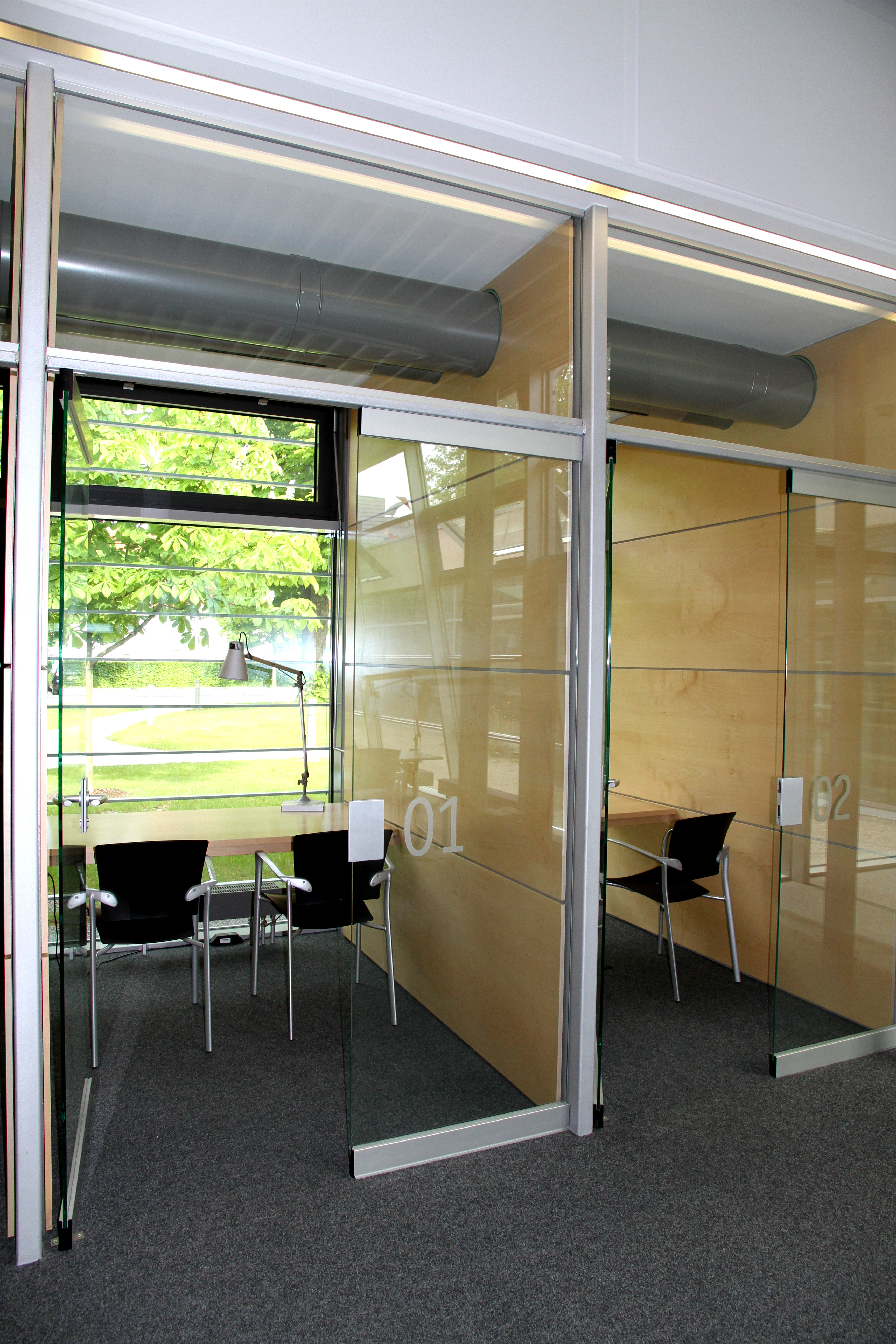
Einzelarbeitskabinen mit Blick ins Grüne.

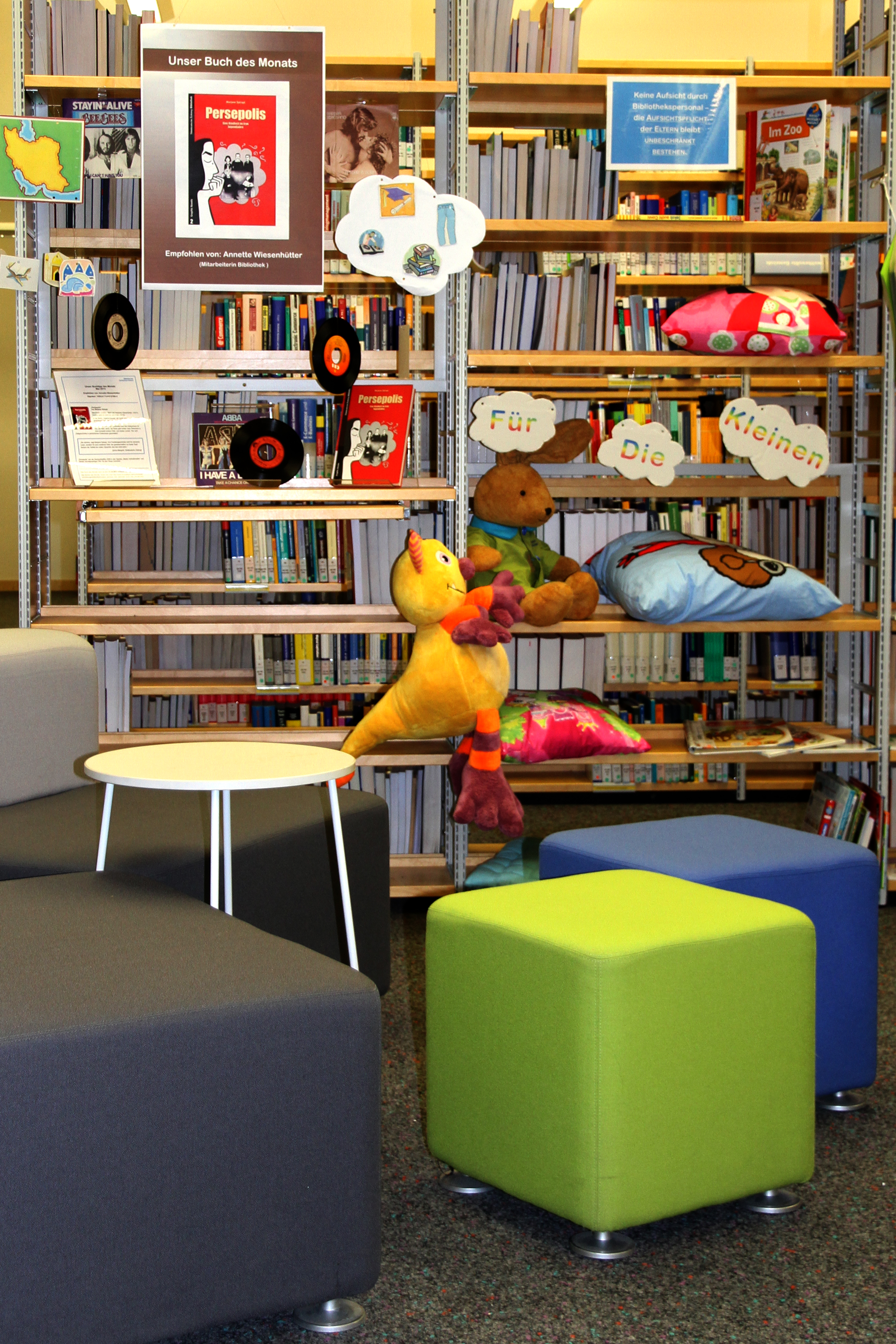
Loungebereich mit „Buch des Monats“ und Kinderecke.

Die Bibliothek der Hochschule Ansbach ist eine öffentlich zugängliche Wissenschaftliche Bibliothek und Zentrale Einrichtung der Hochschule Ansbach. Sie dient in erster Linie der Literatur- und Informationsbeschaffung innerhalb der Hochschule.

## Geschichte
Die Bibliothek wurde mit der Hochschulgründung im Jahre 1996 eröffnet. Zuerst war sie in Unterrichtsräumen der Hochschule untergebracht, nach den Umbaumaßnahmen auf dem Campus der Hochschule Ansbach zog sie 2002 in das heutige Bibliotheksgebäude um. Im Jahr 2011 wurde ein Erweiterungsbau mit einem zweiten Lesesaal, zusätzlichen Arbeitsplätzen und Regalflächen, einem neuen Schulungsraum, weiteren Büros und Einzelarbeitsplätzen fertiggestellt.

## Bestand und Struktur
Das Medienspektrum umfasst zu einem überwiegenden Teil Lehrbücher und anwendungsbezogene Literatur der an der Hochschule Ansbach gelehrten Fächer.
Neben gedruckten Büchern, Zeitschriften und Zeitungen stehen den Nutzern auch elektronische Medien wie CDs, DVDs, E-Books, E-Journals und Datenbanken zur Verfügung. Darüber hinaus können E-Book-Reader, Tablets, Taschenrechner und USB-Sticks entliehen werden. Für nicht im Bestand der Bibliothek der Hochschule Ansbach vorhandene Bücher besteht die Möglichkeit der deutschlandweiten Fernleihe.
Der Bestand der Bibliothek der Hochschule Ansbach wird in einem Online-Katalog (OPAC) nachgewiesen. Dieser ist auch außerhalb der Hochschule abrufbar und umfasst weiterhin den Bestand der Staatlichen Bibliothek Ansbach. Über diesen Online-Katalog ist neben der Bestandsrecherche und Verwaltung des Benutzerkontos auch die erweiterte Literatursuche im Bibliotheksverbund Bayern (mit Fernleihe) möglich.
Ausleihe und Rückgabe der Medien erfolgen über RFID-gesteuerte Buchungsautomaten. Als Benutzerausweis dient die CampusCard, welche auch die Nutzung der Staatlichen Bibliothek Ansbach sowie der Mensa der Hochschule Ansbach ermöglicht. Die CampusCard ist nach erfolgter Freischaltung auch die Zugangsberechtigung während der personallosen Öffnungszeiten.

## Ausstattung
Neben einem ruhigen und einem kommunikativen Lesesaal stehen den Nutzern vier Gruppenarbeitsräume, zehn abschließbare Einzelarbeitsplätze, sowie ein OPAC-Bereich mit Computerarbeitsplätzen und mehrere Laptop-Arbeitsplätze zur Verfügung. Im kommunikativen Bereich gibt es zwei Lounges, eine Pressewand und eine Kinderecke. Für Schulungen wird ein Seminarraum mit Laptops und ein interaktives Whiteboard genutzt.
Im OPAC-Bereich befinden sich Drucker, Kopierer und ein Farb-Dokumentenscanner mit Speicher- und Emailfunktion.
Ein Aktionstisch im kommunikativen Lesesaal informiert über interessante Themen und mit dem Buchtipp stellen Bibliotheks- und Hochschulmitarbeiter in unregelmäßigen Intervallen ein Buch aus dem aktuellen Bestand vor.
Die Bibliothek ist behindertengerecht gestaltet und bietet eine Wickelmöglichkeit.

## Teaching Library
Die Bibliothek versteht sich als Teaching Library und bietet neben der allgemeinen Beratung während der personalbetreuten Öffnungszeiten auch ein breites Angebot an Weiterbildungs- und Schulungsmaßnahmen. So erhalten neuimmatrikulierte Studierende und interessierte Schülergruppen eine 60- bzw. 90-minütige Einführung zu den Themen Bibliotheksnutzung, Katalogrecherche, Fernleihe und Datenbanken. Seit 2014 findet jedes Jahr der Aktionstag "Jetzt schreibe ich endlich meine Arbeit" statt. Studierende, die ihre Abschlussarbeit schreiben, haben die Möglichkeit, an speziellen Schulungen teilzunehmen und nahezu alle Studiengänge der Hochschule Ansbach nutzen die Möglichkeit, Seminare zum Thema Wissenschaftliches Arbeiten zu besuchen. Dies geschieht zum Teil im Rahmen von Lehrveranstaltungen mit verpflichtender Teilnahme. Durch die Kooperation LUISE wird Schülern der örtlichen Fach- und Berufsoberschule die Benutzung einer Wissenschaftlichen Bibliothek vermittelt.

## Projekte und Kooperationen

### LUISE
Seit Oktober 2011 besteht die in Bayern einzigartige Kooperation LUISE zwischen der Hochschulbibliothek und der staatlichen Fach- und Berufsoberschule Ansbach. Seit dem Schuljahr 2011/12 erhalten Schüler der 12. und 13. Klassen in modularem Aufbau  Schulungsmaßnahmen durch die Lehrkräfte und Bibliotheksmitarbeiter.
Ziel des Projektes ist es, grundlegende Techniken der Informationsbeschaffung aus wissenschaftlichen Quellen zu erlernen, Recherchetechniken zu entwickeln und die Fähigkeit, schriftliche Arbeiten zu verfassen, zu steigern. Der Name LUISE steht für:
Lernen lernen,
Unabhängigkeit beweisen,
Internet beherrschen,
Strategien entwickeln,
Erfahrungen sammeln.

### ANNE
ANNE ist eine Internetplattform, auf der wissenschaftliche Dokumente der Hochschule Ansbach digital archiviert und der ganzen Hochschule zugänglich gemacht werden können. Eingestellte Abschluss-, Projekt-, Studienarbeiten und Forschungsberichte, die über ANNE veröffentlicht werden, können auf einer eigenen Website präsentiert werden und über OPAC- und Verbundkatalog bayernweit aufgefunden werden. Ziel des Projektes ist es, an der Hochschule Ansbach entstandene wissenschaftliche Publikationen besser sichtbar zu machen. Der Name ANNE steht für ANsbacher Nachweis Elektronischer Ressourcen.

## Auszeichnungen
2010 belegte die Bibliothek der Hochschule Ansbach im BIX-Bibliotheksindex den zweiten Platz in der Kategorie Nutzung.
2012 und 2014 wurde die Bibliothek der Hochschule Ansbach vom Bayerischen Staatsministerium für Unterricht und Kultus in Zusammenarbeit mit dem Bayerischen Staatsministerium für Wissenschaft, Forschung und Kunst mit dem Gütesiegel Bibliotheken – Partner der Schulen ausgezeichnet.
Im Jahr 2015 erhielt die Bibliothek der Hochschule Ansbach den Förderpreis der St. Gumbertus-Stiftung.

## Die Bibliothek in Zahlen
| Hauptnutzungsfläche                     | 1197 m²                          |
| Benutzerarbeitsplätze                   | 189                              |
| Öffnungsstunden pro Woche               | 80                               |
| Mitarbeiter                             | 10                               |
| Besucher                                | 140.803 (2014)                   |
| Katalogsuchen                           | 192.239 (2014)                   |
| Vollanzeige digitaler Einzeldokumente   | 137.325 (2014)                   |
| Ausleihen von Printmedien               | 54.260 (2014)                    |
| Fernleihen                              | 3.240 passiv, 1.374 aktiv (2014) |
| Bestand Print- und audiovisuelle Medien | 74.573 (2014)                    |
| Bestand E-Books                         | 23.490 (2014)                    |
| Bestand Print-Zeitschriften             | 93 (2014)                        |
| Bestand E-Journals                      | 7.231 (2014)                     |
| Schulungseinheiten                      | 362 (2014)                       |
| Schulungsteilnehmer                     | 2.128 (2014)                     |